# Богусевич Поліна Сергіївна
Поліна Сергіївна Богусевич (нар. 4 липня 2003, Москва, Росія) — російська співачка, переможниця Дитячого пісенного конкурсу Євробачення 2017, що проходив у Тбілісі. Принесла другу перемогу Росії на Дитячому Євробаченні.

## Біографія
Народилася 4 липня 2003 року в Москві. Має російсько-корейське походження.

## Кар'єра
Почала свою професійну співочу кар'єру у 2012 році як учасниця міжнародного фестивалю мистецтв у Північній Македонії.
У 2014 році Богусевич з'явилася в першому сезоні російської версії «Голос діти». Після сліпого прослуховування вона приєдналася до команди Діми Білана. Вона пройшла раунду боїв, де вибула зі змагань. Після цього Богусевич брала участь у «Новій хвилі юніорів» 2014, як одна з двох представників росії, де посіла 2 місце. 
У квітні 2017 року Богусевич підтвердила участь у російському національному відборі на Дитяче Євробачення 2017 з піснею «Крилья». Пізніше вона виграла національний відбір й отримала право представляти росію на дитячому Євробаченні 2017 у Тбілісі. У фіналі, що пройшов 26 листопада 2017 року,  Богусевич стала переможницею конкурсу.